# Hennezel
Hennezel är en kommun i departementet Vosges i regionen Grand Est (tidigare regionen Lorraine) i nordöstra Frankrike. Kommunen ligger i kantonen Darney som tillhör arrondissementet Épinal. År 2022 hade Hennezel 387 invånare.

## Befolkningsutveckling
Antalet invånare i kommunen Hennezel
| Referens: INSEE |